# العنف الطائفي في باكستان
العنف الطائفي في باكستان يشير إلى مجموعة أعمال عنف وهجمات تستهدف المدنيين والأماكن في باكستان وقد تُرتكب بدافع العداء تجاه طائفة، وعادة ما تكون طائفة دينية. وقد تشمل الأهداف في باكستان طوائف السنة والشيعة والصوفية، والأقليات الدينية الأحمدية والهندوسية والمسيحية.
تشير التقديرات إلى قتل 4000 شخص في الحرب الطائفية الشيعيه السنيه في باكستان بين عامي 1987و 2007. ووفقا لمنظمة حقوق الإنسان، هيومن رايتس ووتش، ان «الآلاف من الشيعة» قتلوا على يد المتطرفين السنة منذ عام 2008.
وفي أغلب الأحيان يستهدف المسلحون أماكن العبادة للشيعة أثناء الصلاة لارتفاع عدد القتلى إلى الحد الأقصى و «التأكيد على الأبعاد الدينية لهجومهم». كما ذكرت هيومن رايتس ووتش أنه في 2011 و2012 واجهت الأقليات المسيحية والأحمدية والهندوس في باكستان «انعدام أمن غير مسبوق واضطهاد في البلاد». كما توجد تقارير حول استهداف الأضرحة الصوفية من قبل السلفيين.
تبنت الجماعات المسلحة السنية في باكستان بشكل رئيسي مسؤولية العنف الطائفي في البلاد، منهم منظمة لشكر جهنكوي، وسباه صحابة، وتحريك طالبان باكستان (المنتسبين إلى القاعدة)، وجند الله (المنتسبين للدولة الإسلامية في العراق والشام). ووفقًا لـ هيومن رايتس ووتش أعلنت منظمة لشكر جهنكوي مسؤوليتها عن معظم الهجمات ضد الشيعة. وكما في الهجمات على أهل السنة وبريلوية والصوفية تعد الجماعات المسلحة السنية هي المسؤولة. وقد تؤدي هذه الهجمات في بعض الأحيان إلى هجمات انتقامية من قبل ضحايا الشيعة.

## الأديان والطوائف
دين جمهورية باكستان الأصلي هو الإسلام وتقدر نسبة المسلمين بمتوسط 96% من السكان. ووفقا لمكتبة الكونغرس، ومركز بيو للأبحاث، ومركز أوكسفورد للدراسات الإسلامية، وكتاب حقائق العالم وغيرهم، يقدر عدد الشيعة في باكستان ما بين 5-20٪ من مجموع المسلمين. بينما تكون النسبة المتبقية هم من أهل السنة.
أما الأحمدية فيشكلون نسبة تقدر بحوالي 0.22٪ من السكان. وان 1.85% من السكان هم من الهندوس، بينما أتباع الديانة المسيحية يقدرون 1.59% من السكان.

## اضطهاد الشيعة
تتهم الشيعة الحكومة الباكستانية منذ عام 1948 بأنها تقوم بتمييز عنصري ضد الشيعة وتفضل أهل السنة في منح المناصب الرسمية والأعمال التجارية وإقامة العدل.

### العنف في فترة رئاسة ضياء الحق
في فترة رئاسة ضياء الحق ازدادت الانقسامات الطائفية في باكستان بين السنة والشيعة (بسبب سياساته المناهضة للشيعة)، وقد ادى إلى ازدياد الهجمات ضد الشيعة. اندلعت أول أعمال شغب بين السنة والشيعة في باكستان عام 1983 في مدينة كراتشي وثم انتشرت إلى لاهور ومنطقة بلوشستان. ومنذ أحداث العنف الطائفي وقعت في باراتشينار عام 1986، أصبح العنف الطائفي أحد السمات المتكررة في شهر محرم من كل عام. وكانت مذبحة غلغت عام 1988 حادثة سيئة السمعة، حيث تدفق آلاف المسلحين من القبائل السنية المختلفة، بقيادة أسامة بن لادن، إلى غلغت وقتلوا المدنيين الشيعة فيها.

### التمويل الخارجي المحتمل
يزعم البعض أن الدول العربية الخليجية، وخاصة المملكة العربية السعودية، تمول الجماعات السنية المتطرفة مما يؤدي إلى تفاقم التوترات في باكستان. وأفادت ويكيليكس أنه مولت المنظمات الارهابية المتطرفة بـ100 مليون دولار أمريكي في جنوب بنجاب من قبل دول خارجية مثل المملكة العربية السعودية. وقد تحوي جنوب البنجاب على مجموعات سنية متطرفة نشطة مثل لشكر جهنكوي ومؤيديها، وتحريك طالبان والقاعدة.
يعد العنف الطائفي في باكستان ظاهرة حديثة بدأت في أواخر السبعينات من القرن الماضي ونمت بشكل كبير في منتصف الثمانينات.
ففي معظم تاريخ البلاد عاشت الطوائف المختلفة بسلام، وان ازدياد الطائفية تعزي بشكل أساسي إلى نتيجة تمويل الدول العربية والقوى الخارجية الأخرى للشبكات الأصولية داخل باكستان بملايين الدولارات.

ان الحقيقة التي يعترف بها الجميع في باكستان هي أن أهل البلد هم ليسوا طائفيين. فقبل انتشار ظاهرة الجهاد في باكستان وقبل ان يتعرض رجال الدين المتطرفين للتهديد، كان هناك تناغم كبير بين الطوائف. وما كان شهر محرم موسم العنف الطائفي والأذى. وقد يدرك العالم اليوم أن تكثيف الشعور الطائفي بين رجال الدين هو في الواقع نتيجة حرب نُقلت من الدول المجاورة لباكستان في الخليج.
— إكسبرس تريبون، 2012.

### 2000-2010
منذ عام 2000، قُتل وجُرح أكثر من 2000 شخص من المجتمع الشيعي الهزاري في الهجمات التي نفذتها القاعدة وطالبان في مدينة كويتا بجنوب غرب البلاد، وقد كان من بين القتلى العديد من النساء والأطفال. كما قتل مئات الشيعة في المناطق الشمالية من باكستان، مثل غلغت بالتستان، وباراتشينار، وتشلاس. وبعد 11 سبتمبر 2001 وطرد الطالبان من أفغانستان تفاقم العنف في باكستان فورا. في عام 2002، قُتل 12 تلميذ شرطي من شيعة هزارة في كويتا. في عام 2003، تعرض مسجد الجمعة الرئيسي للشيعة إلى هجوم في كويتا، مما أسفر عن مقتل 53 من المصلين. في 2 مارس 2004، قُتل ما لا يقل عن 42 شخص وجُرح أكثر من 100 آخرون عندما هاجم مسلحون من الجماعات السنية المتطرفة موكبا للشيعة في لياكوات بازار في كويتا. في عام 2006، أدى العنف الطائفي إلى 300 حالة وفاة.
في 28 ديسمبر 2009، قُتل 40 شخصا شيعياً في تفجير انتحاري وقع في كراتشي واستهدف موكبًا شيعيًا في ذكرى عاشوراء. ومنذ يونيو 2010، شاركت حركة سباه صحابة في القتل المستهدف لسبعة اشخاص من المارة الأبرياء والمفكرين في كراتشي وقد كان جميعهم من الشيعة الإثنا عشرية.
أثارت أعمال الشغب الطائفية والقتل المستهدف للأطباء في عاصمة المقاطعة الانتباه إلى النظام الديمقراطي الحالي. وقد شهدت كراتشي توترا مذهبيا مشابها في أوائل الثمانينات، عندما كان ضياء الحق رئيسا في السلطة. وفي تلك السنوات دعم النظام العسكري آنذلك جماعات معينة لتعزيز حكمه، فخضعت كراتشي لأسوأ الأوضاع بعد اندلاع أعمال الشغب الطائفية فيها. فبدأت الاشتباكات الشيعية -السنية في جزء من المدينة، في غودرا كولوني في كراتشي الجديدة، وبعد حادث صغير استحوذت الاشتباكات على المدينة بأكملها.
في أوائل سبتمبر 2010، تم الإبلاغ عن ثلاث هجمات منفصلة في أجزاء مختلفة من باكستان. حدث الهجوم الأول في 1 سبتمبر في لاهور، حيث قتل ما لا يقل عن 35 شيعي وأصيب 160 شخصًا في استهداف موكب شيعي، وورد أن الهجوم الثاني استهدف الطائفة الأحمدية في ماردان، وقتل شخص واحد على الأقل. ووقع الهجوم الثالث في 3 سبتمبر في مدينة كويتا، وقتل 55 شيعيا خلال استهداف موكب آخر.
في 16 ديسمبر 2010، قتل تسعة أشخاص، من بينهم نساء وأطفال في هجوم بقذائف الهاون في هانجو، وهي بلدة اندلعت منها المواجهات الطائفية بين الشيعة والسنة في إقليم خيبر بختونخوا. وفي نفس اليوم، وقع هجوم آخر على المسلمين الشيعة عندما كانوا يحيون ذكرى عاشوراء في بيشاور، عاصمة إقليم خيبر بختونخوا. اسفر الهجوم عن مقتل طفل واحد وجرح 28 شخصاً.

### 2012-2013
في مذبحة كوهيستان في فبراير 2012، قتل 18 مسلماً شيعياً من غلغت-بالتستان عندما كانوا يسافرون بالحافلات من روالبندي في البنجاب إلى غلغت. أوقف مسلحون يرتدون زي عسكري الحافلات في كوهيستان وقتلوا أشخاص الشيعة بسبب انتمائهم الديني. وكان من بين القتلى ثلاثة أطفال.
في 16 أغسطس 2012، أوقف مسلحون أربع حافلات متجهة إلى غلغت لاحتفالات عيد الفطر. وفصلوا 25 راكبًا شيعيًا عن سائر الركاب بعد ان تعرفوا عليهم من خلال بطاقاتهم الهوية، ثم اطلقوا النار عليهم. وأعلنت جماعة منتسبة لتنظيم القاعدة مسئوليتها عن الهجوم. كما قُتل ثلاثة من شيعة الهزارة بالرصاص في مدينة كويتا، التي تعد مركزاً لاحد الجماعات السنية التابعة لحركة طالبان تعرف باسم كويتا شورا.
في 24 نوفمبر 2012، قتل 8 أشخاص وأصيب آخرين بعد انفجار قنبلة استهدف موكب ذكرى عاشوراء للشيعة في ديره إسماعيل خان.
وفي 10 يناير 2013، وقعت عدة تفجيرات في مدينة كويتا بجنوب غرب باكستان وفي وادي سوات الشمالي، أسفرت عن مقتل 130 شخصاً وإصابة ما لا يقل عن 270 شخصاً. أعلنت منظمة لشكر جهانكوي مسؤوليتها عن جميع التفجيرات، وهي جماعة إرهابية متطرفة تحظرها الحكومة.
وقد رفض أفراد عائلات القتلى دفن الجثث مشترطين أن يقوم الجيش الباكستاني بمقاضاة الجناة، وإرسال قوات من الأمن للسيطرة على مدينة كويتا لتوقف المهاجمون عن قتل الشيعة.
وقد نظمت تظاهرات بالتضامن معهم في لاهور وكراتشي وإسلام أباد، كما حدثت احتجاجات امام السفارة الباكستانية في لندن وقنصلية برمنغهام، بالإضافة إلى دول ذات سكان شيعة مثل كندا وأستراليا. فحسب العادات الإسلامية يجب دفن الموتى في أقرب وقت ممكن وان تأجيل الدفن هو رمز للألم ومعاناة عائلات الضحايا.

#### انفجار سوق كويتا
في 16 فبراير 2013، تم الإبلاغ عن مقتل ما لا يقل عن 90 شخصا وجرح 180 آخرين بعد انفجار قنبلة في سوق البقالة في كويتا. وقد ارتفع عدد القتلى في وقت لاحق إلى 113 شخصا. أعلنت منظمة لشكر جهنكوي الارهابية مسؤوليتها عن الهجوم. وقال رئيس الوزراء راجه برويز أشرف: «الحكومة عازمة على محاربة مثل هذه الأعمال الفظيعة وتقديم الجناة إلى العدالة».
القنبلة كانت مخبأة في صهريج المياه وتم تفجيرها عبر جهاز تحكم عن بعد. فدمرت سوق المدينة الرئيسي ومدرسة ومركزا للكمبيوتر. وقع الانفجار بعد ظهر يوم السبت، عندما كان عشرات الأشخاص، ومعظمهم من النساء، يتسوقون لتناول وجبة المساء وكان الأطفال يغادرون المدرسة. وقال قائد شرطة كويتا مير زبير محمود أن العبوة المنفجرة كانت تزن 1000 كيلوجرام وهي كانت أكبر من المتفجرات التي استخدمت في هجوم يناير.

#### القتل المستهدف
في 18 فبراير 2013، أطلق مسلحون مجهولون النار على الدكتور علي حيدر وابنه البالغ من العمر 11 عاماً، عندما كان يقود سيارته في منطقة غولبرغ في لاهور. أطلقوا المسلحون عليه الرصاص ست مرّات في رأسه فتوفي على الفور بينما أصيب ابنه برصاص واحد في رأسه وقد توفي في وقت لاحق في مستشفى. كان الدكتور حيدر جراحًا بارزًا في شبكية العين، ووفقاً لما قال عمه، لم يكن له عداوة شخصية مع أحد، وقد كان مقتله مدفوعاً بدوافع طائفية لأنه ينتمي إلى الطائفة الشيعية. أدينت هذه عملية القتل على نطاق واسع.

#### تفجير كراتشي
وفي 3 مارس 2013، أسفر انفجار قنبلة قوية في مدينة كراتشي في منطقة عباس تاون عن مقتل 45 شخصا وإصابة 150 آخرين. انفجرت القنبلة خارج مسجد شيعي عندما كان الناس يغادرونه بعد انتهاء الصلاة. دمر الانفجار مبنى المسجد وأضرم النار في مبان أخرى وتسبب في قطع التيار الكهربائي في المدينة. اتهمت جماعة حقوق الإنسان الحكومة الباكستانية بأنها تتجاهل التفجيرات.

#### تفجير مزدوج بسوق باراتشينار
في 26 يوليو 2013، وقع انفجار مزدوج في باراتشينار، البلدة الرئيسية في وكالة كورام. وقع الانفجار الأول في سوق باراتشينار عندما كان الناس يتسوقون لوجبة الإفطار. وانفجرت القنبلة الثانية على جانب الطريق. أسفر الانفجارين عن مقتل 60 شخصًا وإصابة 187 على الأقل. أعلنت منظمة أنصار المجاهدين الإرهابية مسؤوليتها عن الانفجارين.
وقال متحدث باسم المنظمة يدعى أبو بصير لوسائل الإعلام إن الهجمات نفذت من أجل الانتقام من الشيعة في سوريا والعراق. وأضاف: «لقد خططنا لشن هجمات مشابهة ضد الشيعة في باكستان».

#### عنف عاشوراء
في نوفمبر 2013، عندما كان يمر موكب شيعي أمام مسجد سني في روالبندي في ذكرى عاشوراء وقعت اشتباكات واعمال عنف طائفية، ادت إلى فرض حظر التجول في المنطقة. ثم تم رفع حظر التجوال لكن استمر العنف لعدة أيام. وقد قتل تسعة أشخاص، ثمانية منهم من الشيعة وأحد من المارة وأصيب 50 آخرون عندما احرق أحد طلاب المدرسة السنية الأسواق. كما اندلعت أعمال عنف في ملتان وتشيشتيان. وقد تم استدعاء الجنود للحفاظ على القانون والنظام. في تشيشتيان، تضرر مسجد شيعي جزئيا وتدمرت العديد من المحلات التجارية عندما أضرم السُنة النار فيها. وأحرقت مجموعة أهل السنة والجماعة المسلحة ما لا يقل عن ستة مسجداً من المساجد الشيعية في ليلة عاشوراء.

### 2014-2015
في يناير 2014 قتل ما لا يقل عن 23 شخصًا وأصيب سبعة آخرون في هجوم بالأسلحة النارية على مطعم بالقرب من الحدود الباكستانية الإيرانية. ويُعتقد أن معظم القتلى أو جميعهم كانوا من الشيعة القادمين من إيران. كما استهدف مسلحون آخرون فنادق في بلدة تفتان بمقاطعة بلوشستان عندما كان يقيم فيه بعض الباكستانيين في طريق عودتهم من إيران.

وفي 30 يناير 2015، قتل أكثر من 60 شخصا في انفجار قنبلة في مسجد شيعي في شيكاربور. اعلنت جماعة جند الله مسؤوليتها عن الهجوم.
وفي 13 مايو 2015، قام ستة مسلحين بالهجوم على حافلة في كراتشي، مما أدى لمقتل 45 شخصًا على الأقل وإصابة العشرات، وأغلب القتلى كانوا من أتباع الطائفة الإسماعيلية. تبنَّت جماعة جند الله الإرهابية العمليَّة.

### 2016 وما بعدها
في 29 أكتوبر 2016 قتل 5 أشخاص، عندما أطلق مهاجمون مجهولون النار على تجمع ديني في منطقة ناظم آباد في كراتشي.
في 12 نوفمبر 2016، قتل أكثر من 45 شخصًا، من بينهم نساء وأطفال، وأصيب أكثر من 100 آخرين عندما فجر انتحاري نفسه داخل مرقد شاه نوراني في خوزدار، في بلوشستان بعد صلاة العشاء.
في 21 يناير 2017، تم تفجير قنبلة في سوق الخضار في باراشينار، وهي منطقة ذات اغلبية شيعية. وافادت مصادر عسكرية باكستانية ان عشرين قتيلاً وسبعة واربعين جريحاً سقطوا جراء الانفجار.
كما في 31 مارس 2017 وقع تفجير سيارة مفخخة داخل سوق بالقرب من مسجد شيعي في مدينة باراتشينار، مما ادى إلى قتل ما لا يقل عن 24 شخصا وجرح أكثر من 70 آخرين.
في 23 نوفمبر 2018، قتل 31 شخصا من بينهم 22 شيعيا وأصيب أكثر من 50 آخرون في تفجير انتحاري في سوق الجمعة في كالايا في خيبر بختونخوا، وهي منطقة قبلية غالبية سكانها من الشيعة. أعلن داعش فيما بعد مسؤوليته عن التفجير.

## اضطهاد المسيحيين
بعد فترة من 11 سبتمبر 2001 تعرضت كنيسة مسيحية في إسلام آباد للهجوم، وقتل عدة اشخاص من بينهم بعض الأمريكيين.
في 22 سبتمبر 2013، وقع هجوم انتحاري مزدوج في كنيسة في بيشاور، وقتل 127 شخصًا وأصيب أكثر من 250 آخرين. وفي 15 مارس 2015، وقع تفجيران في كنيسة الروم الكاثوليك وكنيسة المسيح في مدينة يوهان آباد في لاهور. وقتل ما لا يقل عن 15 شخصًا وجرح سبعون آخرون.

## اضطهاد الصوفية
في عامين، 2010 و 2011، قُتل 128 شخصًا وجُرح 443 في 22 هجمات على المقامات والأضرحة المقدسة والأشخاص المتدينين في باكستان، وكان معظمهم من الصوفيين.
الصوفية لها تاريخ معروف في باكستان. تتركز الثقافة الصوفية الشعبية في التجمعات الليلية التي تعقد يوم الخميس في الأضرحة والمهرجانات السنوية التي تتميز بالموسيقى والرقص الصوفي. ينتقد معظم الأصوليين الإسلاميية طابعها الشعبي، الذي في رأيهم لا يعكس تعاليم وممارسة نبي الإسلام وأصحابه.